# Papanași
Papanași – tradycyjny rumuński i mołdawski rodzaj deseru serowego w kształcie pączka. Ciasto przygotowuje się z miękkiego sera takiego jak urda lub zamiennie z wykorzystaniem ricotty lub twarogu, jajek, mąki, kaszy manny, bułki tartej i cukru. Zwykle podaje się je ze śmietaną i dżemem lub posypane cukrem.
Na terenach Siedmiogrodu przyjęto, pochodzące z czasów Cesarstwa Austro-Węgierskiego, gotowane papanași, które kształtowane są bez dziurki w środku i kulki ciasta na wierzchu. Z kolei smażone papanași pochodzą z Mołdawii i Bukowiny, a ich kształt różni się od wersji gotowanej obecnością dziurki i kulki z ciasta na wierzchu. 

## Etymologia
Słowo to może pochodzić od łacińskiego papa, które oznacza "jedzenie dla dzieci".